# Hellenic Centre
Le Centre Hellénique (en anglais : Hellenic Centre) est un immeuble situé Paddington Street, dans le quartier de Paddington, à Londres. Le centre est géré par Hellenic Community Trust, une société à responsabilité limitée et également organisation caritative.  